# Peter Schlosser (Jurist)
Peter Schlosser (* 26. März 1935 in Kitzingen) ist ein deutscher Rechtswissenschaftler.

## Leben
Ab 1953 studierte er Wirtschaftswissenschaft an der Julius-Maximilians-Universität Würzburg, wechselte 1954 zu Rechtswissenschaften und 1955/56 an der Fakultät für Rechtswissenschaften der Universität Bonn. Nach der ersten juristischen Staatsprüfung 1957, der Promotion 1961 in Würzburg bei Walther J. Habscheid, der zweiten juristischen Staatsprüfung 1962 und der Habilitation 1965 in Würzburg war er Rechtsprofessor in Marburg (1967–1972), dann Augsburg (1972–1977) und von 1977 bis 2001 Lehrstuhlinhaber für Deutsches, Internationales und Ausländisches Zivilprozessrecht sowie Bürgerliches Recht der Universität München.

## Schriften (Auswahl)
- Neues Revisionsrecht in der Bewährung. Eine empirische Untersuchung. Berlin 1983, ISBN 3-11-008669-7.
- Zwangsvollstreckungs- und Insolvenzrecht. München 1984, ISBN 3-8006-0862-6.
- Das Recht der internationalen privaten Schiedsgerichtsbarkeit. Tübingen 1989, ISBN 3-16-644812-8.
- mit Burkhard Hess: EU-Zivilprozessrecht. EuGVVO, EuVTVO, EuMahnVO, EuBagVO, HZÜ, EuZVO, HBÜ, EuBVO, EuKtPVO. Kommentar. München 2015, ISBN 3-406-65845-8.